# ヘルベルト・バフニック
ヘルベルト・バフニック(ドイツ語: Herbert Bachnick、1920年2月9日 - 1944年8月7日)は、ドイツの軍人。最終階級は空軍少尉。第二次世界大戦では総撃墜数80機を記録したエース・パイロットであり、その戦功から騎士鉄十字章を受章した。

## 経歴
バフニックは1920年2月9日にヴァイマル共和国・マンハイムに生まれる。ドイツ空軍へ入隊した彼は、1942年12月に第52戦闘航空団(JG52)へ配属された。独ソ戦真っ只中であったため、彼は配属後すぐに独ソ戦へ参戦した。1943年7月5日、初の撃墜を記録。
1944年4月にバフニックは教官として東部戦闘飛行隊第2中隊へ転属となった。5月、少尉へと昇進。7月7日、アメリカ陸軍航空軍(USAAF)とのドッグ・ファイトで、搭乗していたBf109 G-6が損害を受け不時着、彼は負傷した。しかし、7月27日には総撃墜数79機の戦功によって騎士鉄十字章を受けた。
教官を終えJG52へ復帰したバフニックは、1944年8月7日にUSAAFと再び交戦し一機のP-51を撃墜するも、自身も撃墜された。彼は不時着を試みたが失敗し、ムィスウォヴィツェで戦死した。

## 叙勲
- パイロット章
- 空軍前線飛行章 (1943年7月31日)[1]
  - 黄金空軍前線飛行章
- 鉄十字章
  - 二級鉄十字勲章1939年章 (1943年8月6日)[1]
  - 一級鉄十字勲章1939年章 (1943年9月7日)[1]
- 空軍名誉杯 (1943年12月13日)[2]
- ドイツ十字章
  - ドイツ十字章金章 (1944年2月5日)[3]
- 騎士鉄十字章
  - 騎士鉄十字章 (1944年7月27日)[4][5]